# قلعة جابر
قلعة جابر هي مدينة تقع على بعد نحو 17 كم جنوب شرق إشبيلية. أدى التوسع في إشبيلية في السنوات الأخيرة إلى تحول قلعة جابر إحدى ضواحي تلك المدينة. تقع المدينة على ضفاف نهر Guadaíra ولا يزال من الممكن العثور على طواحين مائية بنيت خلال الفترة المور في إسبانيا.

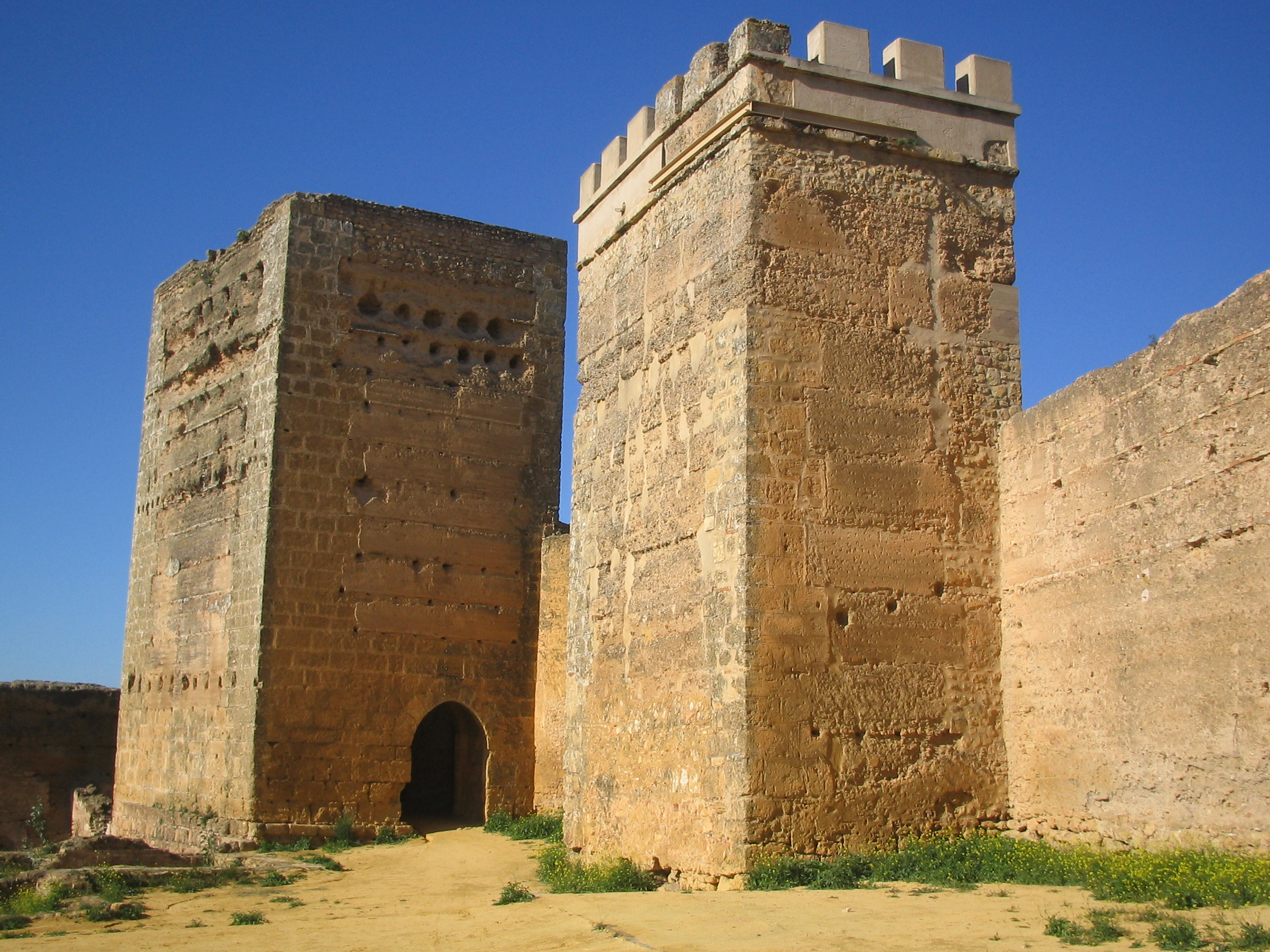
أبراج القلعة

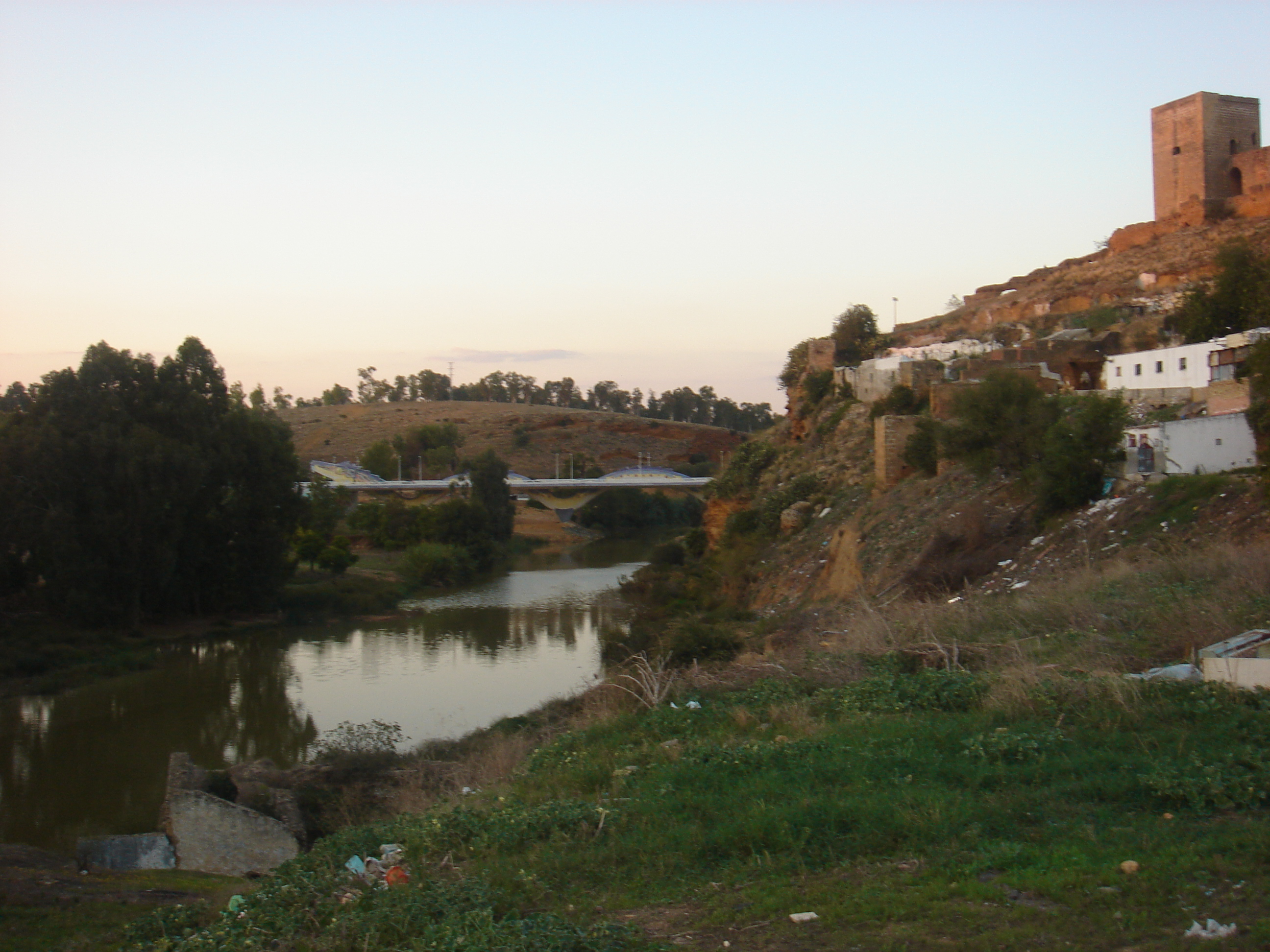
نهر قلعة جابر